# Daniela Fusar Poli
Daniela Fusar Poli (Legnano, ciutat metropolitana de Milà, 17 d'octubre de 1984) és una ex ciclista italiana, professional del 2003 al 2007.

## Palmarès
- 2004
  - Vencedora d'una etapa al Tour de l'Ardecha
  - Vencedora de 2 etapes a la Volta a Costa Rica
- 2005
  - Vencedora d'una etapa al Tour del Gran Mont-real